# ستاره دریایی یازده‌بازو
ستاره دریایی یازده‌بازو (نام علمی: Coscinasterias calamaria) نام یک گونه از تیره ستاره‌های دریایی آستریدائه است.